# Język inari
Język inari lub aanaar (inari: sämikielâ lub anarâškielâ) – język saamski, którym posługują się mieszkańcy gminy Inari w północnej Finlandii.
Według Sámediggi (Saamskiego Parlamentu Finlandii) w 2003 roku 269 osób używało inari jako pierwszego języka. Jest on uznawany za poważnie zagrożony wyginięciem, ponieważ większość posługujących się nim to osoby w wieku średnim i starsze, jedynie kilkoro dzieci uczy się obecnie inari.
Według danych szacunkowych z 2022 r. posługuje się nim 450 osób.
Pierwszą książką w języku inari była Anar sämi kiela aapis kirje ja doctor Martti Lutherus Ucca katkismus napisana przez Edvarda Wilhelma Borga w 1859. W 1906 r. na inari została przetłumaczona Biblia (dokonał tego Lauri Arvid Itkonen). Od 1992 Inari mają prawo do używania swojego języka w urzędach w Enontekiö, Utsjoki, Inari i w północnej części Sodankyli.
Podejmuje się działania na rzecz rewitalizacji inari, co prowadzi do wzrostu liczby użytkowników języka. Inari jest jednym z czterech oficjalnych języków w gminie Inari. Wszystkie publiczne ogłoszenia muszą się tam ukazywać w języku fińskim, północnosaamskim, inari i skolt.
Fiński raper Amoc (Mikkâl Antti Morottaja) swoje piosenki tworzy w języku inari. 7 lutego 2007 (w święto narodowe Saami) wydał pierwszą płytę Amok-kaččâm.